# Сосновка (Великолукский район)
Сосновка — деревня в Великолукском районе Псковской области России. Входит в состав сельского поселения «Пореченская волость».
Расположена в 60 км к югу от райцентра Великие Луки и в 20 км к югу от волостного центра Поречье.

## Население
Численность населения деревни по состоянию на 2000 год составляла 2 жителя, на 2010 год — 1 житель.